# Michèle Aquien
Michèle Aquien est Professeur de langue française en stylistique, poétique, et en particulier en poésie des XIXe et XXe siècles. Elle s'intéresse notamment aux rapports de la littérature et de la psychanalyse.

## Biographie
Michèle Aquien a fait ses études à l'ENS de Cachan, d'où elle sort diplômée en 1974. Elle devient ensuite agrégée de Lettres Modernes en 1977. Elle est également diplômée de l'INALCO en turc en 1979. Elle devient par la suite docteur en linguistique à Paris IV-Sorbonne en 1985. Elle est Professeur à l'Université Paris-Est Créteil Val-de-Marne depuis décembre 1998 et est psychanalyste, membre associé de l'École freudienne depuis sa fondation en 1983 et co-dirige la collection « École freudienne » chez MJW-Féditions.

## Publications

### Ouvrages
- Saint-John Perse : l'être et le nom, Champ Vallon, coll. "Champ poétique", 1985.
- La Versification, PUF, Que sais-je ?, 2009 (1re édition 1990).
- Dictionnaire de Poétique, Livre de Poche, coll. "Guides de Poche", 1993, en collaboration avec Georges Molinié.
- La Versification appliquée aux textes, Nathan, coll. "128", 1993.
- L'Autre Versant du langage, Librairie Corti, 1997, réédité (version revue et augmentée) en octobre 2016 aux Classiques Garnier sous le titre Poétique et Psychanalyse. L'Autre Versant du langage.
- Le Renouvellement des formes poétiques au XIXe siècle, Nathan, coll. "128", 1997, en collaboration avec Jean-Paul Honoré.
- Lexique des termes littéraires, Librairie Générale Française, Le Livre de Poche, Collection Les Usuels de Poche, 2001 (dir. Michel Jarrety, avec la collaboration de Dominique Boutet, Emmanuel Bury, Pierre Frantz, Daniel Ménager, Gilles Philippe, Yves Vadé).
- Correspondance entre Saint-John Perse et Alain Bosquet, Gallimard, « Les Cahiers de la NRF », 2004 (coédition en collaboration avec Roger Little).
- Actes de la Journée internationale d’études organisée en novembre 2003 à l’Université Paris XII-Val de Marne, Les Cahiers 1894-1914 de Paul Valéry en édition intégrale : Historique, enjeux, avenir, aux Presses Universitaires Blaise Pascal, CRLMC, 2005 (coédition en collaboration avec Robert Pickering).
- L’Érotisme solaire de René Depestre. Éloge du réel merveilleux féminin, L’Harmattan, 2014.
- Cahiers de Paul Valéry : tomes III (1990), IV (1992), V (1994), VI (1997), VII (1999), VIII (2001), IX (2003), X (2004) aux éditions Gallimard, avec l'équipe CNRS de l'ITEM dirigée par Nicole Celeyrette-Pietri.

### Articles
- "Le nom propre", Bulletin de l'Ecole Freudienne n° 2, mars 1984.
- "Réflexions sur le sexe des anges", Bulletin de l'Ecole Freudienne n° 5, décembre 1984.
- "À propos du cratylisme", Bulletin de l'ecole Freudienne n° 9, décembre 1985.
- "Saint-John Perse et le cratylisme", L'Information littéraire n° 2, mars-avril 1987.
- "La constellation fatidique de l'homme aux rats", Bulletin de l'Ecole Freudienne n° 16, oct. 1987.
- "Nombre d'or, sexe et section dorée", Bulletin de l'Ecole Freudienne n° 34, oct. 1991.
- "Le Discours de Stockholm : Poésie et poésie", revue Europe n° 799-800, nov.-décembre 1995.
- Réponse à la "Critique de la strophe mazaleyrienne", Le Français moderne n° 1 de 1996.
- "La voix d'Apollinaire", Poétique n° 111, septembre 1997, Seuil.
- « L’Un de l’Autre », Bulletin de l'Ecole Freudienne n° 71, janvier 2001.
- "Max Jacob", hors-série de Beaux Arts magazine consacré au musée des Beaux-Arts de Quimper, édité par Beaux Arts S.A., décembre 2001.
- "Danse à deux", Bulletin de l'Ecole Freudienne n° 75, février 2002.
- "Victor Hugo et l'architecture du vers", L'Information grammaticale n° 93, mars 2002.
- "La poésie du XXe siècle et le langage en liberté", L'Information grammaticale n° 94, juin 2002.
- "Au bal danser", Journal des psychologues n° 209, juillet-août 2003.
- " Si Peau d'Ane m'était conté ", Bulletin de l'Ecole Freudienne n° 80, novembre 2003.
- "Philippe Jaccottet : une Poétique du suspens", L'Information grammaticale n° 101, mars 2004.
- "La Chose et la poésie", Bulletin n° 82, novembre 2004.
- « La Chose et la Loi », Bulletin de l'Ecole Freudienne n° 86, septembre 2005.
- « La Chose, la Dame et l’amour : une lecture du Lys dans la Vallée de Balzac », Bulletin de psychologie n° 89, avril 2006.
- « La logique dans le séminaire XIV, La Logique du fantasme, de Jacques Lacan », Bulletin de psychologie n° 90, oct. 2006.
- « Yves Bonnefoy et la question du savoir », Bulletin de psychologie n° 92, mars 2007.
- « Dire l’horreur : Les Bienveillantes de Jonathan Littell», Bulletin de psychologie n° 96, octobre 2008.
- "Si Peau d'Ane m'était conté ", Journal des psychologues n° 262, novembre 2008.
- "Le sujet de la névrose traumatique", Bulletin de l'Ecole Freudienne n° 104, décembre 2010.
- "Commentaire du séminaire de S. Faladé sur la Chose, séance du 11/01/1994", Bulletin de psychologie n° 105, jt 2011.
- "La Chose et la Loi. Lecture psychanalytique d’un juré d’assises", Journal des psychologues n° 298, juin 2012.
- "Un miroir sur le vide de la Chose", Bulletin de l'Ecole Freudienne n° 109, septembre 2012.
- "Névrose traumatique : les névrosés de guerre", Journal des psychologues n° 306, avril 2013.
- "Les styles de Lacan", Bulletin de pl'Ecole Freudienne n° 116, octobre 2014.
- "La négation", Bulletin de l’École freudienne n° 122, juillet 2016.
- "Lettre et sexuation dans 'L’Égalité des sexes’ de Paul Éluard", Bulletin de l’École freudienne n° 124, octobre 2016.
- "Au commencement est la répétition", Bulletin de l’École freudienne n° 128, octobre 2017.

### Traductions
- Entre les Murailles et la mer, Présentation, choix et traduction de poèmes turcs contemporains, avec Güzin Dino et Pierre Chuvin, éditions Maspéro, 1982. Ouvrage publié sous l'égide de l'UNESCO. (Épuisé). Réédité et augmenté sous le titre J’ai vu la mer, aux éditions Bleu autour, 2010.
- La Montagne d'en face. Présentation, choix et traduction de poésie mystique turque, avec Güzin Dino et Pierre Chuvin, éditions Fata Morgana, 1986.
- Offrandes : poèmes de Melih Cevdet Anday de 1946 à 1989, traductions avec d'autres collaborateurs, en particulier Güzin Dino et Pierre Chuvin, Paris, éditions Publisud / éditions UNESCO, 1998.